# Aitikgruvan

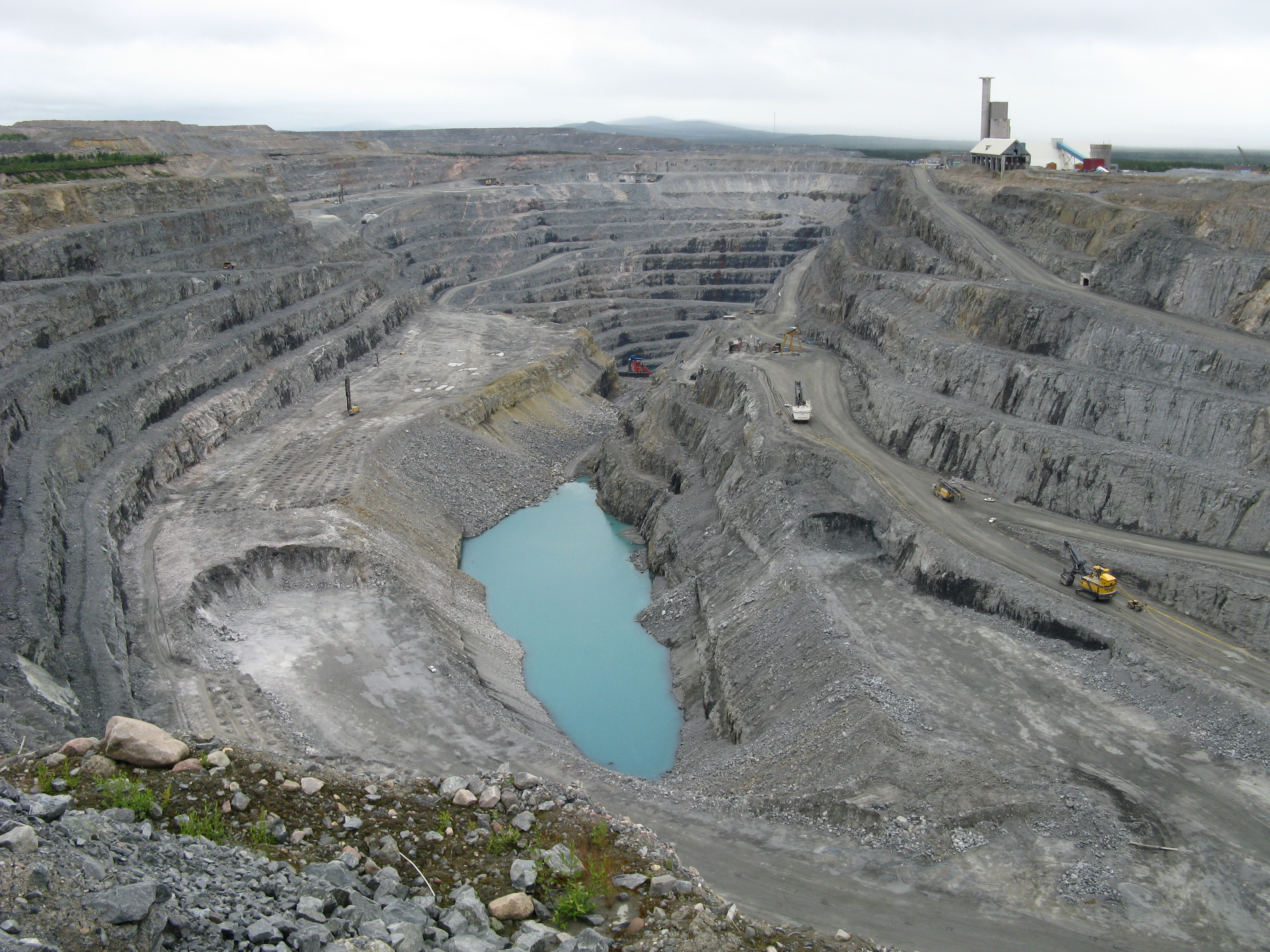
Dagbrottet i Aitik är cirka tre km långt, en km brett och 500 meter djupt. Den trappstegsliknande formen har kommit till genom pallbrytning. I botten syns en ansamling gruvvatten.

Aitikgruvan är en koppargruva som ligger cirka 15 kilometer östsydöst om Gällivare i Lappland. Gruvan ägs av Boliden AB genom dotterbolaget Boliden Mineral och är Skandinaviens största dagbrott och en av Europas största koppargruvor. Aitikgruvan har över 800 anställda (2023) och är den största privata arbetsgivaren i Gällivare kommun. Gruvans livslängd beräknas (enligt prognoser från 2023) vara till 2049.

## Gruvbrytning

### Historia
Omkring 1930 hittades mineralfyndigheter i närheten av vad som idag är Aitikgruvan. 1932 hade Boliden lyckats lokalisera mineraliseringen. Efter provtagning visade det sig att det med dåtidens teknik inte gick att skapa en lönsam brytning och det dröjde fram till 60-talet innan detta blev möjligt. 
- 1965 Lönsamhetsstudie
- 1966 Byggnation av Aitik påbörjas
- 1968 Produktionsstart: 2 miljoner ton (hädanefter kallad Mton) per år
- 1970–72 Utbyggnad till 6 Mton per år
- 1979–81 Utbyggnad till 11 Mton per år
- 1989–91 Utbyggnad till 16 Mton per år
- 2000 Produktionskapacitet 18 Mton per år
- 2010 Utbyggnad till 36 Mton per år
- 2014 togs beslut om att bygga ut mot 45 Mton per år [4]

Fram till och med 2019 hade drygt 860 Mton malm brutits enligt officiell statistik.

### Berggrund och malm

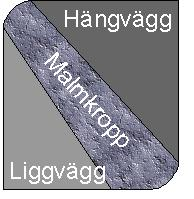
Illustration av hängvägg och liggvägg.

Aitiks malmkropp ligger ytligt och lämpar sig därför väl för dagbrott. Kopparhalten är låg men malmkroppen är mycket stor. Malmen som bryts i Aitik är så kallad impregnationsmalm, malmmineralen bildar små korn i bergartsmassan i vilken de trängt in i.
I Aitikfältet förekommer flera kända koppar- och guld-fyndigheter. Aitikmalmen ligger längs en NNV–SSÖ tektonisk zon, som utgör en kollisionsyta mellan två gamla kontinenter. Denna skjuvzon har troligtvis varit aktiv ett flertal gånger. Aitikfältet ligger i en bassäng som består av prekambriska, äldre än 542 miljoner år, vulkaniska och sedimentära bergarter. Denna bassäng omges av granit och gabbro. 
Dagbrottet har en längd av 3 km, en bredd av 1 km och är ca 500 m djupt på djupaste stället (2020). Området ligger på cirka 350 meters höjd över havet så dagbrottet når långt under havsytan. Lutningen på malmkroppen är 55–60° åt väst närmast den del av berget som kallas liggväggen, under malmkroppen. Lutningen är 45° mot väst vid hängväggen, ovanpå malmkroppen. I den södra delen når malmen ned till 350 meter och i den norra delen finns malm på 800 meters djup. Bergarterna i malmzonen utgörs till ca 92 volymprocent av kvarts, kalifältspat, plagioklas, biotit och muskovit. Övriga mineral utgör 6 % och den så kallade malmmineralen där kopparkis och pyrit dominerar 2 %. Rätt vanliga är även magnetit och magnetkis. Förutom dessa kan det ibland finnas molybdenglans, bornit och kopparglans. Mineraliseringen förekommer som gångar och impregnation. Guld finns huvudsakligen tillsammans med kopparkis, men även som fritt guld och tillsammans med pyrit.
Jordlagren består av ca 5 meter mäktig ytlig morän ovanpå ca 15 meter tätare bottenmorän.

### Från brytning till färdig koppar

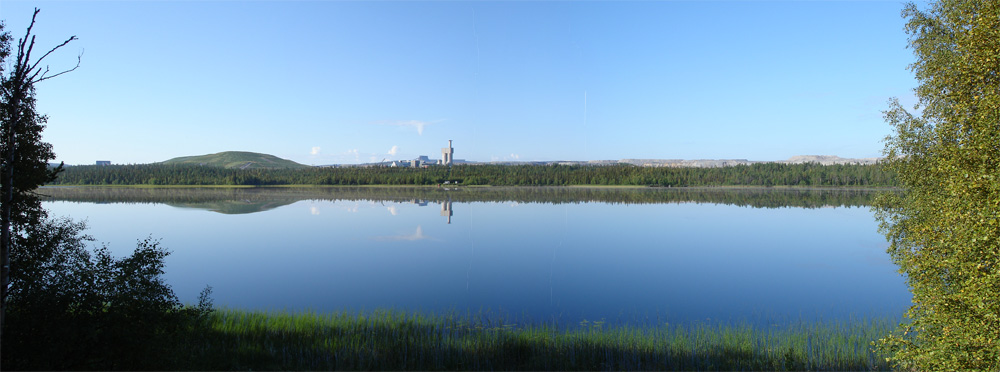
Panorama över Aitiks gruvområde från nordost, med sjön Sakajärvi i förgrunden. Till höger ses gråbergsupplaget.

I dagbrott oftare än vid annan brytning blir det stora mängder ofyndigt berg, gråberg, som tas bort för att komma åt malmen. Det brutna berget går igenom flera steg, det grovsorteras och malmen krossas, mals i två etapper för att sedan anrikas. Vid anrikning separeras bergets olika mineraler från varandra. Aitikgruvan använder sig av flotation vid sin anrikning, vilket innebär att den kopparhaltiga sulfidmalmen mals till ett fint pulver och slammas upp med vatten. Luft bubblas genom blandningen och malmpartiklarna klibbar fast på bubblorna och stiger upp till ytan. På toppen skummade malmpartiklar och på botten anrikningssand. Vattnet tas bort från de skummade malmpartiklarna och ett metallkoncentrat kallat slig blir kvar. Sligen väger cirka 1 % av malmen, så 18 miljoner ton malm blir cirka 180 000 ton slig som transporteras till smältverk, vilket ger 47 000 ton koppar.
Transporten av den färdiga sligen sker med tåg till smältverket Rönnskärsverken utanför Skellefteå. Under 2009 öppnades en ny järnväg till gruvan. Innan dess behövdes lastbil mellan gruvan och Gällivare, där omlastning skedde.

## Miljöpåverkan

### Grundvatten
Enligt SKB vilar Aitikgruvans malmkropp på en berggrund med låg vattengenomsläpplighet. Eftersom Aitik är ett dagbrott är den i jämförelse med många andra gruvor inte särskilt djup. Inläckaget i l/h*1 000 m3 är lågt 1,3 att jämföra med Dannemora 1,6 eller det extrema Garpenberg 28,8. Det är gruvans storlek som gör att inläckaget i m3/h blir högt, 258, motsvarande för Dannemora och Garpenberg är 26 respektive 69.

### Gråberg
Med gråberg menas det ofyndiga berg som tas bort för att komma åt malmen. Malmen innehåller bara 0,2 g guld/ton, 2 g silver/ton och 2,9 kg koppar/ton vilket gör att stora mängder gråberg behöver brytas. I Aitik separeras gråberg som uppfyller särskilda kriterier unika för Aitiks gråberg. Kriterierna, som fastställts av länsstyrelsen, innebär bland annat att svavelhalten ska vara under 0,1 % och kopparhalten under 0,3 ‰. I Aitik finns idag upplagrat ca 85 Mton separerat gråberg som är godkänt för användning ute i samhället. Under perioden 2007—2025 kommer man att producera ytterligare 152 Mton separerat gråberg, d.v.s. sammanlagt ca 237 Mton. Detta kan jämföras med Sveriges årsbehov av krossat berg, ballast, som är 50—60 Mton. Sedan 1968 har över 420 Mton gråberg fraktats bort. En stor del av miljögråbergsmaterialet tänker sig Boliden i framtiden ska bli en kommersiell produkt som vägförstärkning och ballastmaterial i cement. Därför deponeras det renare separerade gråberget tills en marknad finns.

### Anrikningssand

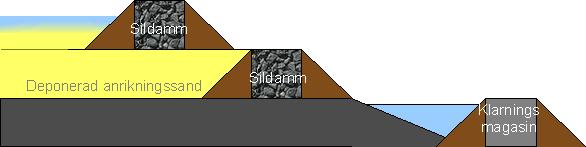
Damm konstruerad med dränerad celldeponering.

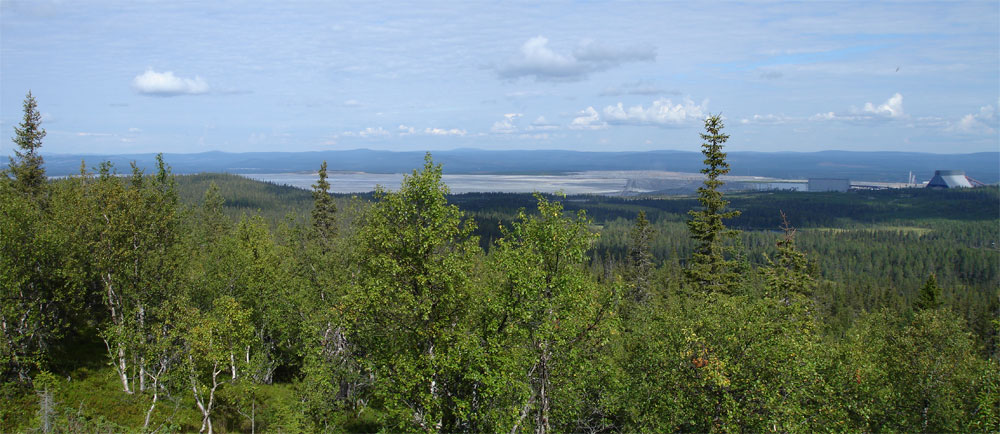
Aitiks gruvområde sett från norr, från toppen av Iso Leipipir. Till höger ses anrikningsverket. Sandmagasinet sträcker sig till vänster om detta.

Efter anrikning med flotation återstår en restprodukt som kallas anrikningssand. 5 km från Aitikgruvan ligger sandmagasinet dit sanden pumpas. Ca 50 000 ton sand pumpas dagligen tillsammans med vatten från anrikningsverket. Totalt i sandmagasinen ligger nu 400 miljoner ton sand. Magasinet är ca fem kilometer långt och ungefär två kilometer brett. De grövre sandpartiklarna avskiljs och lagras i sandbehållare. En del av sanden används sedan vid behov som återfyllnadsmaterial underjord, då man tillsätter vatten och cement, som sedan pumpas genom borrhål till öppna brytrum. Varje år pumpas mer än en miljon ton anrikningssand tillbaka ner i gruvan som återfyllnadsmaterial.
En vanlig vattenkraftsdamm kan i princip tas bort när dess livstid är över medan en gruvdamm kommer att finnas kvar i all framtid eller åtminstone till nästa istid. Anrikningssanden lagras i dammar konstruerade med dränerad celldeponering. Metoden innebär i korthet att sanden samlas i celler. Dessa celler omgärdas av sildammar skapade av grövre gråberg och täckta på insidan med vattengenomsläpplig geotextil. Anrikningssand uppblandat i vatten pumpas ut i cellen och sildammen dränerar bort vattnet och håller kvar sanden som ger cellen en inbyggd stabilitet. Successivt kan dammen byggas upp på höjden genom att ovanpå den redan dränerade sanden bygga en ny sildamm.
Problemet med gråberg och anrikningssand är att när det angrips av syre sker det en kemisk reaktion som gör att metallresterna som finns kvar i sanden lakas ut och kan rinna vidare ut i sjöar och vattendrag. Sandmagasinet täcks med rötslam från Stockholm Vatten. Slammet avvattnas och rötas på reningsverken i Stockholm och fraktas sedan i speciella containrar på tåg. Slammet används som växtetableringsskikt. Ett tre till fyra decimeter tjockt lager sprids ut och besås med gräs. Tanken är att rötslammet dels skulle gynna etablering av vegetation och därmed göra magasinet mindre känsligt för vinderosion, dels skapa en miljö som motverkar sulfidvittring och metallfrigörelse. Totalt körs 60 000 ton avloppsslam till Aitikgruvan varje år.
Hösten 2008 presenterades en avhandling vid Sveriges Lantbruksuniversitet som undersökte om problemen med oxidation av mineral och läckage av surt lakvatten kunde förhindras genom täckning av magasinen med rötslam. Rötslammet visade sig inte hämma själva sulfidvittringen, men det gynnade vegetationen. Mängden metaller som frigjordes under sulfidvittringen var större än slammets kapacitet att lagra den. Överlag hade slammet begränsad förmåga att fastlägga metaller och i vissa fall ledde tillsatsen av avloppsslam till att växterna tog upp mer metaller, vilket kan vara en risk för betande djur.

### Dammhaveriet den 8 september 2000
| ” | Det haveri som inträffade är det största dammhaveriet som inträffat i Sverige och det hade kunnat orsaka skador på liv, egendom och betydande miljöskador. Om klarningsmagasinets damm brustit hade miljöskadorna på grund av omfattande kopparutsläpp blivit katastrofala. | „ |
| – Sjödin, Jesper (2008) Risk- och sårbarhetsanalys 2007 Norrbottens län , Länsstyrelsens rapportserie nr 3/2008, Länsstyrelsen i Norrbottens län (sid 31) | |   |

Sent på kvällen den 8 september 2000 havererade dammen mellan sandmagasinet och klarningsmagasinet och cirka 1,6 miljoner kubikmeter vatten med något förhöjd kopparhalt rann ut i vattendragen Leipojoki och Vassaraälven. Klarvattendammen, nedanför dammen som brast, höll och begränsade utflödet av förorenat vatten till bräddavloppet. Klarvattendammen som höll var inte konstruerad för hålla den mängd sand och vatten som kom, utom under gynnsamma förhållanden. Länsstyrelsens slutrapport kom fram till att det förutom brister vid Bolidens egen kontroll vid projektering, byggnation och övervakning fanns två teorier om vad som hade hänt.

#### Portrycksteorin
Den tänkta dräneringen i sildammen fungerade inte på avsett vis utan samlades och byggde upp för högt portryck. Orsaken till detta kan antingen ha varit för grovt filter som satts igen eller för mycket finmaterial i filtret från början. Dammen hade på grund av det förhöjda portrycket kommit att fungera som en homogen jorddamm och därför försämrades stabiliteten kraftigt. Dammen har inte klarat av den belastning den var avsedd för och därför utsatts för källsprång och bakåtgående erosion eller utglidning i nedströmsslänten med dammbrott som följd.

#### Kulvertteorin
Inre erosion har förekommit längs utloppskulverten eventuellt i kombination med skador på röret vilket skapat ett eroderat hål i uppströmsslänten. Detta har efterhand inneburit en ensidig belastning på kulverten vilket fick den att deformeras eller kollapsa. Till slut har det eroderade hålet blivit så stort att vattnet kunnat bryta genom resten av dammkroppen och en öppen kanal skapats som snabbt fått nerbrytningen av dammen att fortsätta.

#### Efter olyckan
Båda teorierna handlar om brister i dammens uppbyggnad och det kunde aldrig klargöras exakt vilken som var dominerande orsaken. Boliden AB är anhängare av kulvertteorin medan Länsstyrelsen i Norrbottens län förordar portrycksteorin.
En förhöjning av koppar kunde konstateras i omgivande mark och vatten. Denna förhöjning gick dock tillbaka till normalnivå redan efter några dagar.

## Framtid

### Aitik 36
I december 2010 inleddes brytningen i ett nytt dagbrott, Salmijärvigruvan sydost om det tidigare gruvområdet. Enligt planerna ska detta dagbrott bli ungefär en kilometer långt, 800 meter brett och 270 meter djupt. I och med denna satsning beräknades Aitikgruvan kunna vara i drift fram till 2029. Den nya gruvan var en följd av ett styrelsebeslut som fattats i Boliden AB hösten 2006 om att utvidga Aitiks produktionsvolym från 18 till 36 miljoner ton malm per år. Kopparpriset hade under flera år visat en mycket kraftigt stigande trend, från ca 3000 hösten 2004 till ca 8000 USD/ton hösten 2006. För att skydda sin investering i Aitik säkrade Boliden hösten 2007 sina kopparförsäljningspriser till 2010. Under hösten 2008 föll kopparpriserna snabbt till 2004 års nivå, men steg under 2010 till rekordnivåer över 10000 USD/ton, för att långsamt sjunka till 4000 år 2016.
Med en investering på 5,2 miljarder kronor kommer en tredubbling av malmreserven från 219 till 630 miljoner ton bli möjlig att bryta. Det innebär en förlängning av gruvans tänkta livslängd och en ökad koppar-, guld- och silverproduktion. Bergsstaten gav samtidigt med det utvidgade brytningstillståndet även för första gången i Sverige tillstånd att bryta molybden. Molybden används främst vid olika legeringar och bryts till 50 % som en biprodukt vid kopparframställning. Boliden beräknar att molybden kommer att stå för 5 % av metallintäkterna i Aitik. Halten av molybden är låga 40 gram per ton och skulle inte för egen del varit brytvärda.

### Efter gruvan
Uppstädningskostnaden efter avslutad brytning i Aitik beräknas bli ca 660 miljoner kronor. Miljödomstolen i Umeå gav i en dom under hösten 2008 Boliden Mineral rätt att låta moderbolaget (Boliden AB) gå i borgen för uppstädningen. Den domen överklagades av Naturvårdsverket till miljööverdomstolen, då Naturvårdsverket ansåg att en moderbolagsborgen inte var tillfredsställande och att en bankgaranti behövdes för att garantera att marken saneras även om moderbolaget skulle få ekonomiska problem. Boliden invände med att en garanti i bank eller kreditinstitut kan kosta flera miljoner kronor per år, pengar som Boliden hellre ville använda i sin verksamhet. Högsta domstolen har prövat ett liknande fall, rörande Boliden Minerals nya planerade sandmagasin för deponering av anrikningssand, Hötjärnsmagasinet i Bolidenområdet. Miljödomstolen hade i december 2007 bedömt Bolidens moderbolagsborgen som tillräcklig säkerhet för uppstädningen, något som Naturvårdsverket överklagade till miljööverdomstolen, vars domslut i sin tur blev en ändring av miljödomstolens domslut till att säkerhet ska ställas i form av garanti från bank eller annat kreditinstitut. Detta överklagades i sin tur av Boliden till Högsta domstolen som i sitt domslut i juni 2011 uttalade att tillståndsmyndigheten i allmänhet inte har anledning att bestämma vilken form säkerheten ska ha och att om den form av säkerhet som verksamhetsutövaren valt är godtagbar eller inte får prövas i samband med prövningen av om säkerheten är betryggande eller inte. Högsta domstolen uttalade att moderbolagsborgen generellt inte bör uteslutas som möjlig säkerhet, men också att man vid bedömningen av moderbolagets betalningsförmåga, när dotterbolaget saknar betalningsförmåga för uppstädningen, får betrakta dotterbolagets aktier som en tillgång utan värde. Hötjärnsdomen fick betydelse också för Aitikfallet, eftersom Högsta domstolens domar är vägledande för övriga domstolar. I Aitikfallet bedömde mark- och miljööverdomstolen att en moderbolagsborgen inte i sig var betryggande för den ekonomiska säkerheten då det gällde uppstädningen efter gruvan, mot bakgrund av att moderbolagets tillgångar huvudsakligen utgjordes av aktier i dotterbolaget, i ett domslut i januari 2012. Boliden Mineral har därefter lämnat in bankgarantier som mark- och miljödomstolen har godkänt som ekonomisk säkerhet för bolagets förpliktelser.

## Området
Aitikgruvan med omgivande område klassas av SCB som ett arbetsplatsområde utanför tätort. Som sådant heter det Aitik, gruva och anrikning (A2085) och är det ytmässigt största i Sverige med en landareal om 2 831 hektar.
Gruvan ligger i norra delen av skogssamebyn Gällivares marker och nyttjas främst av Raatukkavaara-gruppen. Namnet Aitik kommer från lulesamiska Ájtekvárre, och betyder stolpbodberget. Samebyn har nyttjat detta området i mer än 100 år.